# The Mechanics of Nature
The Mechanics of Nature ist ein Jazzalbum von The Beat Freaks und Ralph Alessi. Die im Juni 2023 in Polen entstandenen Aufnahmen erschienen am 22. April 2024 im Eigenverlag.

## Hintergrund
The Mechanics of Nature ist das dritte Studioalbum der Formation The Beat Freaks, bestehend aus Tomasz Licak (Tenorsaxophon), Michał Starkiewicz (Gitarre), Flavio Gullotta (Kontrabass) und Radek Wośko (Schlagzeug). Zu den Aufnahmen haben die Musiker einen besonderen Gast eingeladen – den amerikanischen Trompeter Ralph Alessi.
The Beat Freaks wurden 2014 vom Gitarristen Michael Starkiewicz gegründet. In ihrer Musik nehmen sie Anleihen an slawischer Musik, Volksmusik, Weltmusik, Blues, Jazz und Rockmusik.

## Titelliste
- The Beat Freaks & Ralph Alessi: The Mechanics of Nature

1. Caldera De Los Cuervos 2:40
2. The Mechanics of Nature 5:14
3. Broken 5:58
4. Mutating The Next Seed 6:33
5. A Walk Along 2:11
6. Quakes in Fukuoka 4:08
7. The Texture of Life 3:28
8. Elephant Song 5:04
9. Lifeline (interlude) 3:52
10. Lifeline 3:08
11. Frozen Blast 1:50
12. Jumping Pedestrian 4:35
13. One of the Last Derkacz 6:45
14. Rustling Leaves, Turning Wheels 3:02

## Rezeption

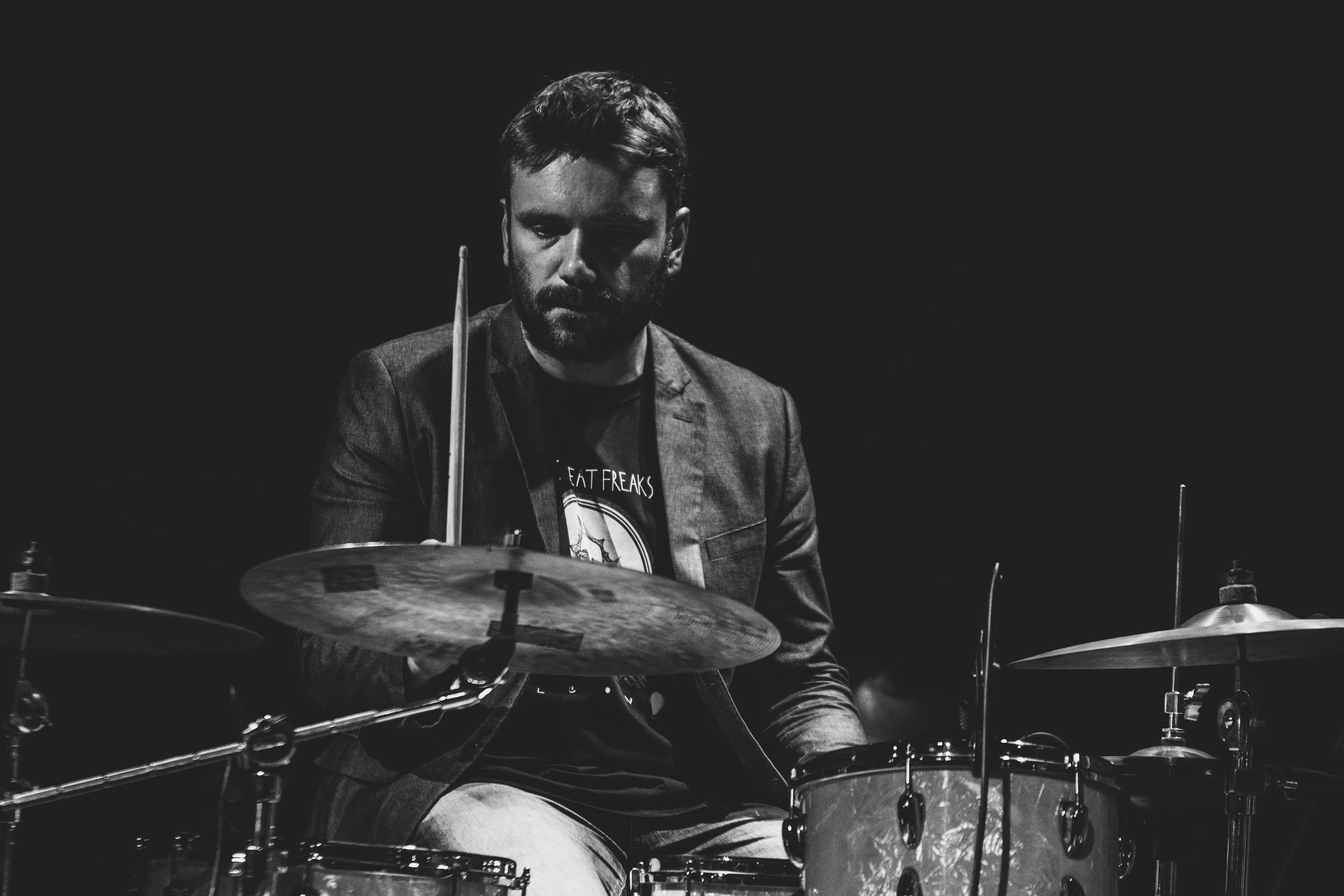
Radek Wośko 2017 (Foto Hubert Grygielewicz)

Der amerikanische Trompeter würde hier auf ein polnisches Quartett für eine Session von unfertiger Kantigkeit treffen, der es zu genießen scheint, auf die Beine zu kommen, schrieb Darren Arthurs im Jazz Journal. Auf der Suche nach dem passenden Begriff für diesen Jazzstil wäre das Wort „eckig“ zu wählen.
Die Musik würde in vielerlei Hinsicht relativ frei klingen, aber mit klaren Strukturen als Basis, und es sei zu hören, dass alles vom Gitarristen Starkiewicz gesteuert wird, dessen Spiel ein wenig an Marc Ducret erinnere. Aber die ganze Zeit über lade er den Saxophonisten Tomasz Licak und den Trompeter Ralph Alessi zu relativ spannenden Austausch bei entspanntem Comping ein,
schrieb Jan Granlie in Salt Peanuts. Dies sei eine großartige Veröffentlichung der „neuen“ Generation polnischer Musiker geworden, die mit Ralph Alessi den perfekten „Sparringspartner“ zu dieser Aufnahme eingeladen hätten.